# A Momentary Lapse of Reason
A Momentary Lapse of Reason este un album de studio al trupei Pink Floyd, lansat de către EMI Records pe 8 septembrie 1987 în Regatul Unit, iar după o zi în Statele Unite prin Columbia Records. A fost primul material al formației după plecarea lui Roger Waters în 1985. Albumul s-a clasat pe locul 3 atât în SUA cât și în Marea Britanie. A fost lansat de către EMI în Marea Britanie și restul Europei iar de Columbia Records în restul lumii.

## Lista pieselor
1. "Signs of Life" (David Gilmour, Bob Ezrin) (4:24)
2. "Learning to Fly" (Gilmour, Anthony Moore, Ezrin, John Carin) (4:53)
3. "The Dogs of War" (Gilmour, Moore ) (6:05)
4. "One Slip" (Gilmour, Phil Manzanera) (5:10)
5. "On The Turning Away" (Gilmour , Moore) (5:42)
6. "Yet Another Movie/Round and Around" (Gilmour, Patrick Leonard/Gilmour) (7:28)
7. "A New Machine (Part 1)" (Gilmour) (1:46)
8. "Terminal Frost" (Gilmour) (6:17)
9. "A New Machine (Part 2)" (Gilmour) (0:38)
10. "Sorrow" (Gilmour) (8:46)

## Single-uri
- "Learning to Fly" (1987)
- "On The Turning Away" (1988)
- "One Slip" (1988)

## Componență
- David Gilmour - voce, chitare, claviaturi
- Nick Mason - baterie, percuție, efecte sonore
- Richard Wright – claviaturi
- Tony Levin – bas, Chapman Stick
- Bob Ezrin – claviaturi, percuție și sequencer
- Jim Keltner – baterie
- Steve Forman – percuție
- Jon Carin – claviaturi
- Tom Scott – saxofon alto și sopran
- Scott Page – saxofon sopran
- Carmine Appice – tobe|baterie
- Pat Leonard – sintetizator
- Bill Payne – orgă hammond
- Michael Landau – chitară
- John Helliwell – saxofon
- Darlene Koldenhaven, Carmen Twillie, Phyllis St. James, Donnie Gerrard – voci de fundal